# スギヒラタケ
スギヒラタケ（杉平茸、学名: Pleurocybella porrigens）は、キヒラタケ科スギヒラタケ属の小型から中型のキノコの一種である。主にスギ林の材から発生する。かつては味や香りもよい食菌とされ、缶詰としても流通したキノコであるが、2004年以降は死亡例もある毒キノコであることが知られるようになった。地方名としては、スギワカイ、スギワケ、スギカヌカ、スギカノカ、スギカノコ、スギアオケ、スギモタシ、スギミミ、スギナバ、シラフサ、ミミゴケ、オワケなど、その地方による様々な俗称で知られる。なお、スギヒラタケ属は一属一種の単型である。

## 分布・生態
日本各地、サハリン、ヨーロッパ、北アメリカなど、広く北半球の温帯以北の地域に分布する。日本では、長野県から東日本を中心に広く分布し、西日本の低地ではまれである。
白色の木材腐朽菌（白色腐朽菌、腐生性）。晩夏から秋、人里近くの針葉樹林で見られる。スギ、アカマツなどの針葉樹、特にスギの倒木や切り株に多数重なって群生する。

## 形態
子実体はヒラタケ型で全体が白く、扁平で、傘の縁につく短い柄で朽木などに付着する。傘の大きさは2 - 7センチメートル (cm) 前後。はじめは円形、生長すると耳形から扇形やへら形、または半円形になる。傘表面に付着物や粘性はなく、基部には毛状の菌糸体があり、縁は内側にまく。成熟すると、純白から淡い褐色を帯びるようになる。ヒダも白色で柄に対して垂生し、薄く緻密に配列し、ヒダの中ほどに枝分かれがある。柄は極端に短いか、ほとんどないように見える。肉は白色で薄い。特有の爽やかな香りを持つ。
担子胞子は5.5 - 6.5 × 4.5 - 5.5マイクロメートル (μm) の亜球形で、非アミロイド性。胞子紋は白色。

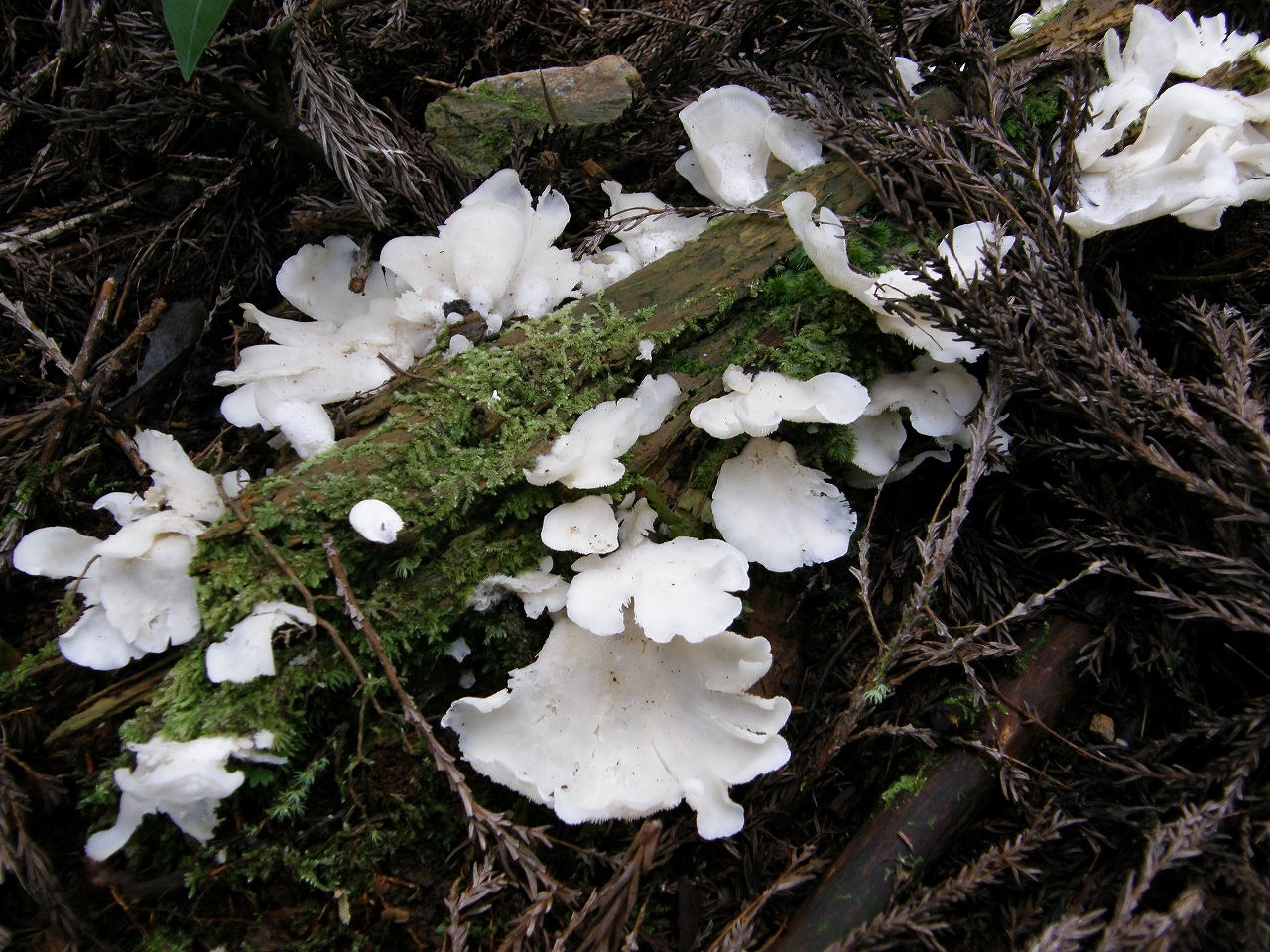
腐朽したスギにびっしり生えたスギヒラタケ
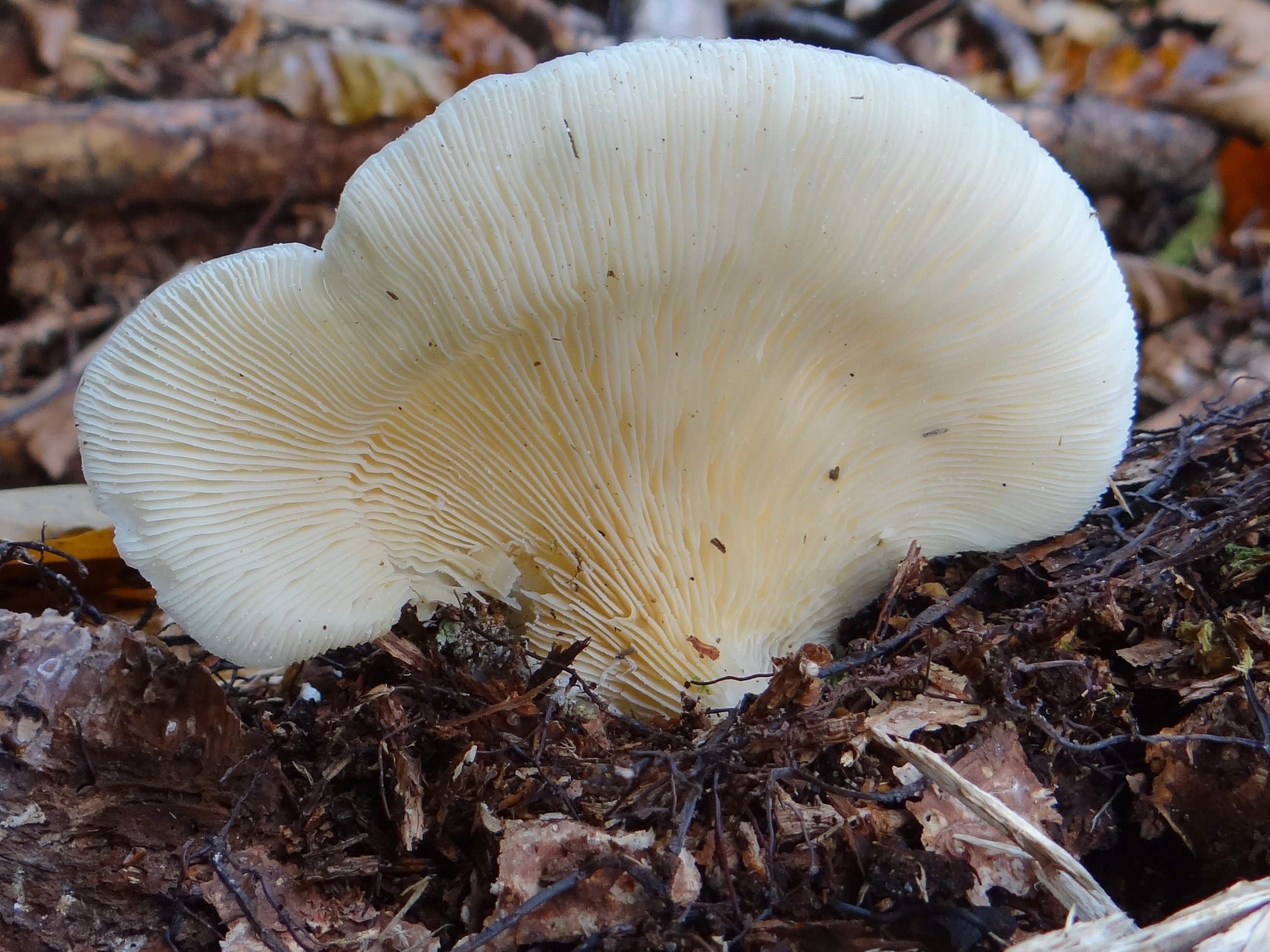
傘裏面のヒダも白色
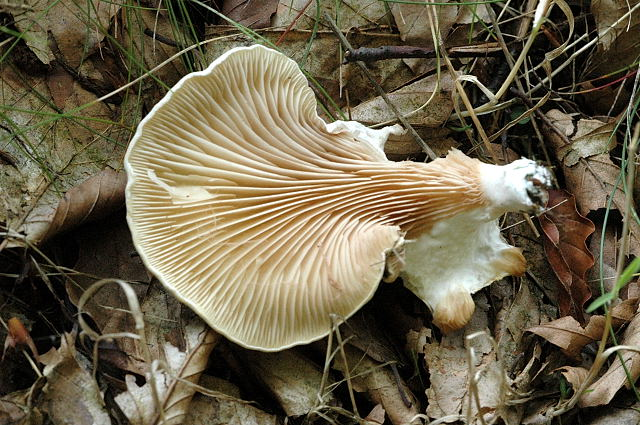
傘の縁に極端に短い柄がつく

## 過去の利用
昔から主に日本海側の地方や北国において優秀な食用キノコとして長い間利用されきた歴史があり、味や歯ざわりにくせがなく、大量採取が期待でき、注意すべき類似した毒キノコもなかったことから食用として広く知られていた。特に東北地方では身近な産品であり、平成の天皇即位に伴う大嘗祭の式典（1990年）では、スギヒラタケが秋田県からの献上品（庭積の机代物）の一つとして選ばれるほどであった。しかし、2004年にスギヒラタケが原因と思われる中毒事故が広範囲で発生し、特に腎臓機能障害を持つ人に対して急性脳症を引き起こす猛毒菌であることが明らかとなった。それ以来、厚生労働省は注意を呼びかけ、第一級の食菌だったスギヒラタケは毒キノコとして扱われるようになり、2019年に行われた令和の大嘗祭の式典献上品でも、スギヒラタケはマイタケに差し替えられた。

### 栽培研究
2004年の食中毒事例発見以前は食用種とされていたため、スギ間伐材を利用した原木栽培のための研究が行われていた。しかし、新鮮な原木では発生せず、1年から2年放置した原木に種菌を接種してから子実体発生開始まで3年から6年必要であることや、発生量が少なく採算性に乏しいことから、商業生産に向けた栽培試験は行われなかった。そのため、細いため利用されず山林に放置された間伐材を腐朽させる用途が提案されていた。また、人工培地栽培では栄養生長が極めて遅く、かつ生長変異があり、菌株ごとの適切な栽培条件が見いだせていない。

## 有毒性

### 毒性の発見
かつては、さわやかな味の美味しいキノコとして親しまれ、古いキノコ図鑑などに食用として紹介され、缶詰など加工品も販売されていた。しかし、2004年に本菌が原因と思われる急性脳症などの発症や死亡事故が多数報告されたことがきっかけで、毒キノコとして認知されるようになった。
2004年の秋、腎機能障害を持つ人が食べて急性脳症を発症する事例が相次ぎ報告され、本種が関与している疑いが強くなった。同年中に東北・北陸9県で59人の発症が確認され、うち17人が死亡した。発症者の中には腎臓病の病歴がない人も含まれているため、政府では原因の究明が進むまで、腎臓病の既往歴がない場合でも本種を食べるのを控えるように呼びかけた。
スギヒラタケが原因と見られる急性脳炎が2004年以降急に発見された原因について、農学博士の吹春俊光は、著書の中で2003年に公布された改正感染症法の存在を指摘している。
それによれば、当時流行していたSARSなどの新興感染症や炭疽菌などのバイオテロに対処するために感染症法が改正された際、急性脳炎が全数把握対象疾患に指定されたことにより、急性脳炎の患者が発生した場合、行政への届出（診断した医師が最寄りの保健所を通じて都道府県知事または政令市長に届出）が必要になった。そのため、その翌年のキノコのシーズン（2004年秋）になってから、これまで食菌として著名であったために原因として全く疑われていなかった本種と急性脳炎の関連性が詳しく調べられるようになり、その結果本種の毒性が初めて明らかになったのではないか（つまりスギヒラタケは元々毒キノコで、これまでも中毒者は出ていたが、誰もそれに気が付いていなかったとする説）という。
あわせて吹春は、スギヒラタケが突然変異したのではないかという説について、仮に本種が突然変異して毒化したとして、それが東北・北陸の広範囲で同時に起こり、さらに元々の毒をもたない本種を2003年から2004年の間に一気に駆逐したとは考えにくい、と述べている。

### 臨床所見
運動障害や意識障害、けいれんなどの中毒症状、最悪の場合は死亡例も報告されている。下痢や腹痛などの消化器系の中毒症状はなく、食べたあと、2日から1か月程度の無症状期間があり、初期症状は意図しない筋肉の収縮や弛緩を繰り返す「振戦」や発音が正しく出来ない「構音障害」、下肢の麻痺を示す。その後、意識の混濁や昏睡などの様々な意識障害を起こし、回復までには1 - 2か月程度を必要とするが、回復期にはパーキンソン症候群に似た症状を呈することもある。病変は基底核、視床、前障、大脳皮質深部等に起き、組織学的には髄鞘の崩壊とアストロサイトの増生が特徴である。また、血清浸透圧や血清ナトリウム値の急激な変動を認めず、血液脳関門機能が障害を受けている。臨床的にはこの脳症の症状は炎症性ではなく「橋-橋外髄鞘崩壊症」に類似した病態が推定されている。
スギヒラタケを食べた人のうち、腎臓機能が低下している人に関しては、かなりの高確率で中毒症状が発症している。これは腎機能に問題がある場合、代謝できずに無毒化できず、濃度が上がり毒性を示すような化合物が原因であることを示唆している。また、食べてから発症するまでに時間がかかるメカニズムが示唆された。

### 治療
特異的治療方法は確立されておらず、対症療法として人工透析や脳炎等の合併症状に対する治療が主となる。

### 毒成分の研究と解明
2004年以降調査および研究が行われてきたが、毒成分は長らく不明とされてきた。スギヒラタケに含まれる成分に、β-ヒドロキシバリン、ステロール、レクチンの一種（血液凝固作用成分）が知られるが、これら成分と事故との因果関係は判明しなかった。血球が破壊されると腎臓障害が悪化する可能性があるとされ、血液の赤血球や白血球を破壊して急性の貧血を起こす毒性物質がスギヒラタケに含まれるという指摘もなされた。また、本種は青酸生産菌であるため、これが原因ではないかという説も挙げられた。遊離シアン、シアン配糖体、レクチン、脂肪酸類、異常アミノ酸類が原因物質として疑われたが、致死性毒成分の特定および分離と発症機序の解明には至らず、厚生労働省も「原因不明」と結論付けた。
その後、2023年になって静岡大学の河岸洋和らにより、最終的に急性脳症の発症機構が解明された。河岸によれば、2004年に採取されたスギヒラタケを分析した結果、毒と思われる成分としてレクチンなど複数の成分を検出したが、水溶性で熱に強く高分子であるが毒性の解明はできなかった。しかし、河岸洋和 (2013) らは血液脳関門機能を破壊するレクチンと未解明の致死性糖タンパク質に低分子のアジリジンカルボン酸 (pleurocybellaziridine) など数種類の物質が発症に関わっている可能性を指摘した。さらに、河岸洋和 (2023)らによって、タンパク質であるpleurocybelline（PC）とPleurocybella porrigens lectin（PPL）、低分子であるpleurocybellaziridine（PA）の3つの物質が毒性に関与していることが発見された。このうち、PCとPPLが複合体を形成するとタンパク質分解酵素の活性を示して血液脳関門を破壊し、通常ではこれを通過できないPAが脳に達して脳症を惹起させるという「3成分による急性脳症発症機構」があることが示された。
以下にその他の主な研究と成果を挙げる。
- 筋肉の細胞を壊す毒性がある可能性について、高崎健康福祉大の江口文陽が報告した[46]。
- 弘前大学医学部の研究では、『BALB/cマウスと免疫不全（T、Bリンパ球機能不全）SCIDSマウスによる動物実験において「腫瘍増殖の抑制作用」が認められたが同時に毒性も認められ、成分の熱水抽出物（50mg/mlの濃度）を腹腔内投与したものでは40%のマウスが死亡した』としている。また、致死毒成分の特定は行われておらず、この毒性物質と2004年に発生した食中毒事故との関係は明らかではないとされた[47]。
- 類似した症状を呈する中毒症状としてサトウキビカビ脳症があり、サトウキビカビ脳症の原因物質は3-ニトロプロピオン酸 (3-NPA) とされている。スギヒラタケから3-ニトロプロピオン酸 (3-NPA) の検出を試みたが、検出はされなかった[48]。
- 国立医薬品食品衛生研究所と理化学機器メーカー:日本ウォーターズ（株）が共同研究として、発症地域と未発症地域から採取されたスギヒラタケおよび一般的な食用キノコをサンプルとして、分析機器と多変量統計解析を駆使したアプローチにより、発症地域特有の化合物を探索している。これによりビタミンD3類縁体が確認されており、カルシウム血症による急性脳症の可能性を示唆しているが、科学的根拠は示されなかった[49]。
- スギヒラタケだけが含有する化学成分として、非タンパク質性のアミノ酸の3-ヒドロキシ-L-バリン (3-Hydroxy-L-valine) が報告されていたが、この3-ヒドロキシ-L-バリンは、アジリジン誘導体 3,3-dimethylaziridine-2-carboxylic acid の分解物であったことが判明した[50]。なお、アジリジン誘導体はグリア細胞に対する毒性を有しており[51]毒性原因物質の候補として有力であるとされた。このアジリジン誘導体は不安定な物質であり、従来の抽出方法では得られていなかった。

## 似ているキノコ
なお、食用のヤキフタケ（Trametes pubescens）に似ているが、ヤキフタケは傘にブナサルノコシカケに似た年輪のような模様を生じるため模様の有無で見分けることができる。ヒラタケ科のトキイロヒラタケ（Pleurotus djamor）の白色型は外見はスギヒラタケに似ているが、広葉樹に発生する点で異なる。